# Rio Vista, Texas
Rio Vista là một thành phố thuộc quận Johnson, tiểu bang Texas, Hoa Kỳ. Năm 2010, dân số của xã này là 873 người.

## Dân số
- Dân số năm 2000: 656 người.
- Dân số năm 2010: 873 người.